# Zentralismus

Karte der Staaten mit unitärer Verfassung

Der Begriff Zentralismus bezeichnet ein Strukturprinzip zur Kennzeichnung einer gesellschaftlichen Raumordnung, die zentral organisiert ist. In diesem allgemeinen Verständnis wird Zentralismus in einem Gegensatz oder als ein komplementäres Prinzip zum Regionalismus aufgefasst. In der Politik bedeutet Zentralismus das Streben, alle Kompetenzen im Staat bei einer zentralen obersten Instanz zu konzentrieren. Wird dieses Streben gesellschaftliche Wirklichkeit, so wird der Begriff ebenso zur Kennzeichnung von charakteristischen Strukturen eines politischen Systems, insbesondere bei Regimen, verwendet. Eine Ausdrucksform findet der Zentralismus in einem zentralistisch organisierten Einheitsstaat (Zentralstaat), der durch eine ausschließliche Konzentration der politischen Souveränität auf der nationalen Ebene gekennzeichnet ist. In der Religion wird der Begriff zur Beschreibung zentralistischer Strukturen der Organisation von Kirchensystemen verwendet; in der Wirtschaft zur Kennzeichnung von Planwirtschaften sowie zentralistischen Konzernstrukturen.

## Geschichte
Ein Musterbild für Zentralismus zeichnete sich im Abendland in der Ausbildung des Kirchensystems in der römisch-katholischen Kirche ab. Als ein früher Papst, der auf den römischen Zentralismus drängte, gilt Damasus I. (366–384). Zu einer Herausbildung des römischen Zentralismus kam es indessen im Frühmittelalter, als die Kirche in Auseinandersetzung mit dem theokratischen Selbstverständnis des germanischen Königtums geriet. Auf der Grundlage der Verbundenheit der Kirchen mit der politischen Ordnung sowie der befürchteten Legitimitätsproblematik angesichts der „Umarmungsversuche von Königen und Kaisern in den einzelnen Ländern“, wurde im Kirchensystem der staatliche Zentralismus reproduziert.
Im Zeitalter des Absolutismus setzte sich gegen das mittelalterliche Modell des Personenverbandsstaats der Flächenstaat durch. In der älteren Forschung, in der der Blick „oft an den Machtzentralen und ihren Handlungsträgern hängen geblieben war“, wurde der Zentralismus pauschal als ein charakteristisches Merkmal des Absolutismus herausgestellt. Neuere, differenziertere Forschungsansätze betonen hingegen – neben der zentralistischen Machtausübung der Monarchien – auch die politische Macht der Stände sowie den Regionalismus der Eliten. So werden im „ständischen“ Forschungsansatz die zahllosen Konflikte zwischen Ständen und Fürsten herausgestellt, „die keinesfalls immer eindeutig zugunsten der Fürsten ausgegangen“ sind, sowie die ständische Mitwirkung in einzelnen Territorien des Reichs und flächenmäßig kleineren Staaten (Schweden, Dänemark). In der „regionalistischen“ Forschung hat sich gezeigt, dass selbst die zahllosen landesherrlichen Amtsträger über ein dichtes Beziehungsnetzwerk zu den regionalen Eliten verfügten. Auf diese Weise konnte der Absolutismus in den Provinzen – zumindest in den großen Staaten (Spanien, Frankreich, Österreich-Böhmen-Ungarn, Brandenburg-Preußen) – nicht „nach unten“ durchgreifen.
Eine ideengeschichtlich bedeutsame theoretische Grundlegung erhielt das zentralistische Politikmodell des monarchisch-absolutistischen Staates in der politischen Philosophie von Thomas Hobbes. Für Hobbes, der seine Schrift Leviathan auf dem Hintergrund seines Eindrucks des englischen Bürgerkriegs verfasste, konnte dem Ständewesen als politische Organisationsform des Landes und als institutionalisierte Gegenmacht gegen die monarchische Herrschaft kein Gewicht mehr beigemessen werden. Die Gemeinschaft sollte die politische Macht – aufgrund der von Hobbes ins Blickfeld genommenen schlechten Eigenschaften des Menschen – stattdessen durch Übereinkunft einem Mann oder einer Versammlung anvertrauen, so dass sich in diesem Zentrum die reale Einheit aller repräsentiere. Weiterentwickelt wurde dieser Ansatz später von dem Rechtsphilosophen John Austin, der sich auf die Idee der unauflösbaren und unbegrenzbaren souveränen Macht festlegte. Die mit diesen Ansätzen zum Ausdruck gebrachte These, dass die Staatsgewalt durch Zentralisation gefestigt werde – und der Mensch Schutz und Sicherheit zum Preis der Freiheit erhalte –, spielt im theoretischen und öffentlichen Diskurs bis in die Gegenwart eine bedeutsame Rolle.
In Europa gilt Frankreich als das Beispiel für Zentralismus schlechthin, wobei sich die Anfänge bis Ludwig XIII., Richelieu und Ludwig XIV. zurückverfolgen lassen. Letzterer entzog den regionalen Feudalherren ihre politischen Rechte, sodass sie zu Höflingen des Königs degradiert wurden. Nach der Französischen Revolution und der Konstituierung des modernen Nationalstaats, knüpfte Napoléon Bonaparte an die zentralistische Denkweise an. Auf der Grundlage der jakobinisch-zentralistischen Tradition gewann in Frankreich die Idee eines starken Staates, in dem politische und gesellschaftliche Veränderungen „von oben“ herab durchgesetzt werden können, eine nachhaltige Bedeutung. Ein Abbild fand der politische Zentralismus Frankreichs in der Verkehrsinfrastruktur. Im ganzen Land sind die Straßen sternförmig auf die Hauptstadt Paris ausgerichtet. In der zweiten Hälfte des 20. Jahrhunderts wurden demgegenüber Dezentralisierungsideen politisch umgesetzt, die insbesondere in der Einrichtung verschiedenartiger Gebietskörperschaften ihren Ausdruck fanden.
Im Vergleich zu Frankreich konnte das Kaisertum in Deutschland nie eine ähnlich zentrale Machtstellung erringen. Bestimmend wurde in Deutschland das föderative Prinzip. Seit der Frankfurter Nationalversammlung von 1848 wird mit Blick auf den zentralistischen Einheitsstaat ebenso der ursprünglich in der Theologie geprägte Begriff Unitarismus verwendet, der als ein Gegenbegriff zu föderalistischen Denkweisen geprägt wurde. Seitdem nimmt der Begriff Zentralismus in der Föderalismusdiskussion einen besonderen Stellenwert ein. Zwar konnte der im 19. Jahrhundert von der nationalen Bewegung ausgebildete nationalstaatliche Unitarismus die Ideen und Theorien des Föderalismus nicht verdrängen, allerdings werden zentralistische Denkweisen in dieser Diskussion noch in der Gegenwart kritisch beurteilt und als ein besonderes Merkmal des Totalitarismus herausgestellt.
Im öffentlichen Diskurs in der Bundesrepublik Deutschland hat der Begriff Zentralismus als Schlagwort in der zweiten Hälfte des 20. Jahrhunderts insgesamt an Bedeutung verloren. In der Deutschen Demokratischen Republik wurde der Begriff zwar nicht als Schlagwort verwendet, blieb aber über den Begriff Demokratischer Zentralismus in der Sprache präsent. Um die Wende zum 21. Jahrhundert blieb die zeitweilige Brisanz des Begriffs Zentralismus in den deutschsprachigen Wörterbüchern allgemein ausgeklammert.

## Kritik
In der Systemtheorie werden zentralistische Ansätze in Frage gestellt, wenn sie pauschal zur Beschreibung von modernen Gesellschaften verwendet werden. Auf der Grundlage des theoretischen Konzepts der funktionalen Differenzierung konstatierte der Soziologe Niklas Luhmann, dass „Theorien der Hierarchie oder der Delegation oder der Dezentralisierung, die immer noch von einer Spitze oder einem Zentrum ausgehen, die heutigen Sachverhalte nicht adäquat erfassen können“. Luhmann gestand zwar zu, dass ein politisches System die staatlichen Organisationen und das Wirtschaftssystem mehr oder minder zentralistisch organisieren kann, gab allerdings zu bedenken, dass sich weder Kanalisierungen von Kommunikationsflüssen noch allgemeine Zentralisierungen der Entscheidungen feststellen lassen. Luhmann zufolge liefere ein theoretischer Denkansatz, der sich auf das Muster von Zentralisation und Dezentralisation reduziert, keine Erklärung für die Interdependenzen der Systeme. Das Unterscheidungskriterium bei der wissenschaftlichen Analyse sei vielmehr, inwiefern sich Systeme „nach Maßgabe ihres Kommunikationsmediums Zentralisation und Dezentralisation zu kombinieren und beides zu steigern versuchen“.